# Esteban Echeverría
Pour le partido argentin, voir Partido Esteban Echeverría
Pour les articles homonymes, voir Echeverria.
Esteban Echeverría est un poète et un écrivain argentin de la génération de 1837 né le 2 septembre 1805 à Buenos Aires et mort le 19 janvier 1851 à Montevideo.

## Biographie
Jose Esteban Antonio Echeverría naît en Argentine d'un père commerçant basque de Biscaye, Jose Domingo Echeverría et d'une mère argentine nommée Martina Espinosa. Esteban Echeverría a deux frère, José Maria et Félix, il devient orphelin en 1822. Il fait de belles études de latin, de philosophie et de dessin en Argentine, débute un apprentissage dans un commerce de Buenos Aires en 1824 puis séjourne comme commerçant à Paris entre 1825 et 1830. Il y rencontre Lamennais et lit les romantiques français avant de retourner à Buenos Aires pour diffuser le romantisme dans la littérature argentine. Il publie en 1832 Elvira o la novia del Plata et fréquente le salon de Marcos Sastre. 
Durant le régime de Juan Manuel de Rosas, il part vivre en exil en Uruguay, à Montevideo où il meurt avant la chute du dictateur.
Son poème « La Cautiva » au sein de Rimas, publié en 1837 célèbre la nature de la Pampa et décrit les relations entre les colons et les Amérindiens. Son récit en prose, El Matadero écrit entre 1837 et 1841 et publié en 1871 décrit la vie sous la dictature barbare de Rosas et fut considéré comme à l'origine du naturalisme argentin.

### Homme politique
Il fonde l'Association de la Jeune Génération Argentine et co-écrit durant son exil le Dogma Socialista avec Alberdi et Gutiérrez.

## Hommage
Le partido Esteban Echeverría de la province de Buenos Aires fut nommé ainsi en hommage au poète en 1913.